# Kondo Shingo
Kondo Shingo (sinh ngày 23 tháng 2 năm 1987) là một cầu thủ bóng đá người Nhật Bản.

## Sự nghiệp câu lạc bộ
Kondo Shingo hiện đang chơi cho Mito HollyHock.